# France Lambiotte
France Lambiotte (* 1. Mai 1939 in Neuilly-sur-Seine, Frankreich; † 7. März 2023 in Paris) war eine französische Schauspielerin.

## Leben
Sie entstammte einer großbürgerlichen Familie aus Neuilly-sur-Seine und ist die Tochter von Jean Paul Lambiotte (1896–1962) und Marthe Rosetta David-Weill (1904–1980) und damit auch mütterlicherseits die Enkelin von David David-Weill. Sie heiratete in erster Ehe den Journalisten und Autoren Louis Rozand, mit dem sie zwei Kinder hatte, Sébastien Rozand-Lambiotte und Delphine Rozand. In zweiter Ehe heiratete sie den Geiger Ivry Gitlis, mit dem sie die Tochter Raphaëlle Gitlis hatte. Ihre Filme drehte sie in den 1970er Jahren.
Sie starb am 7. März 2023 im Alter von 83 Jahren in Paris.

## Filmografie (Auswahl)
- 1974: Befreiung aus der Ehe (La Femme de Jean)
- 1976: Die Tugend unserer Väter (L'Éducation amoureuse de Valentin)
- 1977: Rollenspiele (Repérages)
- 1977: Wie es Gott gefällt (Au plaisir de Dieu)
- 1978: Straßen nach Süden (Les Routes du sud)
- 1979: Ego